# Tamgrinia
Tamgrinia is een geslacht van spinnen uit de  familie van de Amaurobiidae (nachtkaardespinnen).

## Soorten
- Tamgrinia alveolifera (Schenkel, 1936)
- Tamgrinia coelotiformis (Schenkel, 1963)
- Tamgrinia laticeps (Schenkel, 1936)
- Tamgrinia rectangularis Xu & Li, 2006
- Tamgrinia semiserrata Xu & Li, 2006
- Tamgrinia tibetana (Hu & Li, 1987)
- Tamgrinia tulugouensis Wang, 2000